# ヨコハマ猫の美術館
ヨコハマ猫の美術館（ヨコハマねこのびじゅつかん）は、神奈川県横浜市中区山手町にある猫をテーマとした私営の美術館。

## 概要
住宅地の中にある一軒家に設けられた小規模な美術館で、藤田嗣治や朝倉摂など国内外の作家による絵画や工芸品などが展示されている他に、販売コーナーも併設されている。1996年に開館後、2005年に同じ山手町内の現在の場所に移転した。通常の開館日は土曜日・日曜日の週２日間で、祝祭日もオープンしている。